# Người Khorat Thai
Người Khorat Thai hoặc Korat Thai (tiếng Thái: ไทยโคราช; phát âm tiếng Thái: [khô-rat^ Thay]) là nhóm sắc tộc được đặt tên theo nơi định cư chính của họ là tỉnh Nakhon Ratchasima, được gọi một cách không chính thức là "Korat". Người Korat Thai tự gọi họ là Tai Berng (ไทยเบิ้ง), Tai Derng (ไทยเดิ้ง), hoặc Tai Korat (tiếng Thái: ไทยโคราช; RTGS: thai khorat). Những nhóm dân tộc khác tại bắc Thái Lan cũng gọi họ bằng những tên này.
Người Thai Khorat có truyền thống và văn hóa riêng được gọi là văn hóa Khorat, giống với văn hóa của người Thái ở đồng bằng vùng trung, nhưng có những từ ngữ, phương ngữ, trang phục, bài hát và tín ngưỡng riêng khác với những dân tộc còn lại sử dụng ngữ chi Thái. Mặc dù họ ở vùng Isan, được định cư chính bởi người nói phương ngữ bắc Thái, người Khorat Thai nói phương ngữ tiếng Trung Thái.

## Dân số
Năm 1999, ước tính có 10.000 người Khorat Thai sống tại Thái Lan.:8 Dân số định cư chủ yếu tại hai làng, Ban Nung Thap Prang and Ban Nong Samrong, cả hai đều thuôc huyện Chok Chai khoảng 20 km (12 dặm) về phía nam thủ phủ tỉnh. Khoảng 4.000 người Khorat Thai sống tại mỗi làng. Khoảng vài nghìn người Khorat Thai sống tại những làng nhỏ hơn xung quanh thành phố Nakhon Ratchasima.
Ngoài tỉnh Nakhon Ratchasima, người Thai Khorat cũng định cư tại những tỉnh lân cận:
1. Tỉnh Nakhon Ratchasima: tất cả các huyện, trừ vùng phía bắc, v.d., huyện Non Sung, huyện Bua Yai.
2. Tỉnh Saraburi: huyện Wang Muang
3. Tỉnh Lopburi: huyện Phatthana Nikhom, huyện Chai Badan, huyện Khok Samrong và huyện Sa Bot
4. Tỉnh Phetchabun: huyện Si Thep và huyện Wichian Buri
5. Tỉnh Chaiyaphum: huyện Chatturat và huyện Bamnet Narong
6. Tỉnh Buriram: huyện Mueang Buriram, Nang Rong, huyện Lahan Sai, huyện Nong Ki, huyện Chamni và huyện Lam Plai Mat

## Lịch sử
Người Khorat Thai có niên tại ít nhất là từ cuối thế kỷ 18, khi vua Narai của vương quốc Ayutthaya ra lệnh xây một thành phố mới làm pháo đài phía đông vương quốc của ông. Đó là nguồn gốc của thành phố Nakhon Ratchasima. Do đó thành phố này đánh dấu biên giới giữa Ayutthaya và các vùng của Lào.
Người Khorat Thai có quan hệ gần gũi với người Thái. Một số người cho rằng họ là con cháu của binh lính Thái kết hôn với phụ nữ Khmer, mặc dù thiếu bằng chứng chứng minh cho điều này.